# Buślarskie Góry
Buślarskie Góry – zbocza wysoczyzny o wysokości do 150 m n.p.m. na Wysoczyźnie Łobeskiej, położone w woj. zachodniopomorskim, w powiecie świdwińskim, w gminie Połczyn-Zdrój.
Buślarskie Góry są zboczami wysoczyzny nad zachodnią częścią pradoliny rzeki Dębnicy. Zbudowane są z piasków i glin, będących utworami moreny dennej falistej. Buślarskie Góry są bardzo rozcięte przez wąwozy i porastają je lasy sosnowe.
Ok. 0,7 km na zachód leży wieś Buślary.
Nazwę Buślarskie Góry wprowadzono urzędowo w 1950 roku, zastępując poprzednią niemiecką nazwę Hühner Berg.